# Bengt Salomonsson

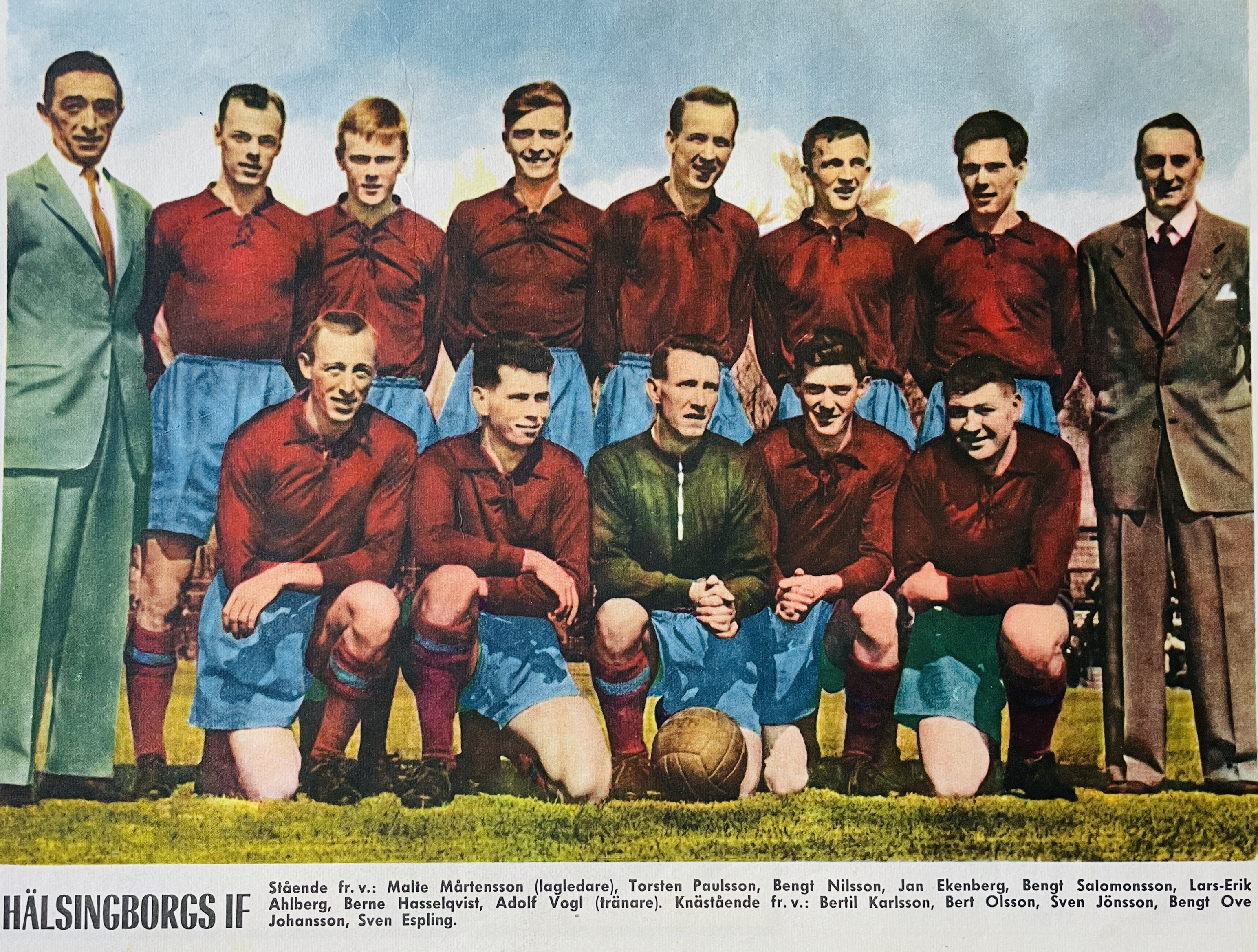
HIF:s lag från 1960 med spelare som Lars-Erik Ahlberg, Sven Espling och Bengt Salomonsson (4:a från höger i övre raden).

Bengt Salomonsson, född 28 september 1935 i Jönköping, död 1 november 1994 i Helsingborg, var en svensk fotbollsspelare. Han spelade 257 A-lagsmatcher för Helsingborgs IF under åren 1955–1961. Salomonsson gjorde ett av målen när Sverige besegrade England på Wembley 28 oktober 1959 med 3–2. Han spelade även i Stattena IF och Bjuvs IF. Salomonsson är gravsatt i minneslunden på Nya kyrkogården i Helsingborg.